# Tityus blaseri
Espèce
Tityus blaseri est une espèce de scorpions de la famille des Buthidae.

## Distribution
Cette espèce est endémique du Goiás au Brésil. Elle se rencontre vers le parc national de la Chapada dos Veadeiros.

## Étymologie
Cette espèce est nommée en l'honneur de J. Blaser.

## Publication originale
- Mello-Leitão, 1931 : « Divisao e distribuiçao do genero Tityus Koch. » Annaes da Academia Brasileira de Ciências, vol. 3, p. 119-150.